# Laia Abril
Laia Abril (Barcelona, 1986) es una artista multidisciplinar española que ha trabajado con fotografía, texto, video y sonido. Su obra aborda temas como la sexualidad, el cuerpo, la misoginia o el aborto, y se ha exhibido internacionalmente.En 2023 recibió el Premio Nacional de Fotografía.

## Trayectoria
Abril se licenció en periodismo en Barcelona. Una vez finalizado el grado de periodismo se trasladó a Nueva York para estudiar fotografía en el Centro Internacional de Fotografía. En 2009 empieza su residencia en FABRICA, el Centro de Investigación Benetton en Treviso, Italia, donde trabajó como editora creativa y fotógrafa en la Revista COLORS durante cinco años. Laia Abril trata temas relacionados con la sexualidad, el cuerpo, la psicología y los derechos de las mujeres, construyendo imágenes invisibles de lo incómodo y lo incomprendido. Su objetivo es cultivar la empatía rompiendo tabúes en torno a juicios sociales sobre qué o quién es diferente. Un ejemplo de sus primeros proyectos es Femme Love, basado en una joven comunidad lésbica en Brooklyn; o Last Cabaret, basado en un club de sexo en Barcelona; y The Asexuals Project, un documental sobre la asexualidad o su libro Lobismuller (RM, 2016) que reconstruye la historia del asesino en serie más enigmático y sediento de sangre de la historia española, entre otros.
El trabajo actual de Abril gira en torno a la conceptualización de genealogías, trabajando con fotografías, videos e instalaciones de medios mixtos. En sus obras "cuenta historias metafóricas sobre temas difíciles usando una mezcla de investigación y cualquier materia prima que se tenga a mano: fotos encontradas, sus propias imágenes, fotografías familiares, testimonios personales, archivos oficiales, entrevistas y diarios" 
En 2010 Abril comienza a trabajar en A Bad Day, el primer capítulo de una trilogía sobre trastornos de la alimentación. A Bad Day, trata sobre las mentiras y los malentendidos que rodean a la bulimia, el segundo capítulo, Thinspiration, explora el uso de la fotografía en sitios web que promueven la anorexia nerviosa; el capítulo que cierra la trilogía, The Epilogue, documenta a las víctimas indirectas de los desórdenes alimenticios a través de la historia de la familia Robinson y las consecuencias de la muerte de Cammy Robinson debido a la bulimia. El Crítico Sean O'Hagan, dijo en El Guardián sobre The Epilogue que " es un libro sombrío y emotivo... denso y gratificante ... A veces, su lectura es dolorosa. De vez en cuando, lo tuve que dejar para tomar un respiro. Pero continué volviendo a ello." The Epilogue recibió una gran acogida siendo seleccionado para la categoría de Primer PhotoBook de la Paris Photo-Aperture Foundation PhotoBook Awards en 2014, también fue preseleccionado para el Primer Premio Paris Photo-Aperture, Kassel PhotoBook Festival y Photo España Best Book Award.
Después de completar su proyecto de cinco años sobre trastornos de la almenticios, en 2015 Abril se embarca en un nuevo proyecto a largo plazo llamado A History of Misogyny. Su primer capítulo On Abortion fue publicado por Dewi Lewis en 2017. En este nuevo proyecto comienza una multitud de investigaciones visuales que implican comparaciones históricas y contemporáneas para explicar su visión sobre la historia de la misoginia investigando los riesgos físicos y los legales que sufren las mujeres en todo el mundo cuando recurren al aborto o cuando no tiene acceso al mismo. Su primer capítulo, On Abortion, documenta y resalta las repercusiones de la falta de acceso legal, seguro y gratuito de las mujeres al aborto. Presentado por primera vez en Les Rencontres d'Arles 2016 y galardonado con el Premio Madame Figaro y con el premio Revelación PhotoEspaña 2016, el proyecto On Abortion utiliza el enfoque distintivo de Abril para tejer una red de preguntas sobre cuestiones de ética y moralidad: "He realizado primero una investigación, documentando historias de mujeres que han sido violadas, que han tomado productos ilegales, que están en prisión por haber abortado. He documentado también las historias de víctimas colaterales como médicos que han sido asesinados por practicar el aborto, por ejemplo". Sobre su libro "On Abortion", el crítico Jörg Colberg escribió que "es lo mejor que se puede obtener, y espero que más fotógrafos comiencen a trabajar en esta línea de fotolibros. Con un mundo de fotoperiodismo atascado en lo que parece ser una avalancha de problemas (género, diversidad, puntos de vista occidentales, varios problemas de fotografía), de la cual no puede liberarse, otro mundo es posible. Y eso es lo que Abril presenta con On Abortion: ella establece el nuevo estándar de oro del libro fotográfico basado en la investigación".
Actualmente está desarrollando el libro del segundo capítulo, On Rape instalación que ya ha sido expuesta en París, Lieja y Ámsterdam.
En 2023, obtuvo el Premio Nacional de Fotografía de España, concedido por el Ministerio de Cultura y Deporte.

## Premios
- 2023: Premio Nacional de Fotografía[17]
- 2020: Premio FOAM Paul Huf Award por A History of Misogyny[18]
- 2019: Premio Hood Medal por la Royal Photography Society[19]
- 2019: Nominada al premio Deutsche Börse, por el libro "On Abortion"[20]
- 2018: Premio Mejor Fotolibro del Año Paris Photo-Aperture Fundation, por el libro On Abortion.[21]
- 2018: Premio Visionary Award por On Rape[22]
- 2016: Prix de la Photo Madame Figaro-Rencontres Arles por su instalación On Abortion[23]
- 2016: Fotopres Grant[24]
- 2016: Revelación Award PhotoEspaña[25]
- 2015: Images Vevey Book Award por el libro Lobismuller[26]

## Libros

### Monográficos
=
- Thinspiration. Treviso. Revista de publicación propia, 2012.
- The Epilogue. Stockport: Dewi Lewis, 2014. ISBN 978-1907893544.
- Tediousphilia. Lausanne: Musée de l'Élysée, 2014. ISBN 978-2883501058.
- Misearchs Barcelona Barcelona: RM y MACBA, 2015. Dirección creativa y edición en colaboración con Ramon Pez.[27]
- Lobismuller, RM-Images Festival,[28] 2016. ISBN 978-84-16282-64-7.
- On Abortion, Dewi Lewis,[29] 2017. ISBN 978-1-911306-24-5.

### Catálogos
- Fenómeno Fotolibro Ciudad de México; Barcelona: Editorial RM, 2017.
- PhotoBolsillo. Madrid: La Fábrica, 2016.[n 1]
- The Post-photographic condition by Joan Fontcuberta. Montreal: Mois de la Photo, 2015.
- Under 35 Madrid: Ivorypress, 2015.
- Diccionario de Fotógrafos Españoles. Madrid: La Fábrica, 2014.[n 2]
- From Here On. Madrid: RM, 2013. Catálogo de exposición para From Here On, Centro de Arte Santa Mónica, Barcelona, comisariado por Joan Fontcuberta, Erik Kessels, Martin Parr, Joachim Schmid y Clément Chéroux.[n 3]
- The Afronauts de Cristina de Middel, 2012. Dirección de arte y edición en colaboración con Ramon Pez.

## Exposiciones

### En solitario
- On Mass Hysteria, Photo Elyée, Lausanne[30]
- On Rape, FOAM Museum, Amsterdam[31]
- On Rape, Biennale de l’Image Possible, Liege[32]
- On Rape, Les Filles du Calvaire, París, 2019[33]
- Suyay, Centre de la Photographie de Genève, 2018.[34]
- Feminicides, Homesession, Barcelona, Spain, 2018[35]
- On Abortion, PhotoIreland, Dublin, Ireland, 2018[36]
- On Abortion, City of Women, Ljubjiana, Slovenia, 2017[37]
- Lobismuller, Museo Municipal de Ourense, Ourense, Spain, 2017[38]
- Lobismuller, Fotoleggendo, Rome, Italy, 2017[39]
- On Abortion, Les Rencontres d’Arles, France, 2016[40][41][42][43][44]
- Lobismuller Images Festival, Vevey, Switzerland, 2016[45]
- Tediousphilia, Musée de l’Elysée, Laussanne, Suiza, 2015[46]

### Colectivas
- Vigilance, Struggle, Pride, Studio 1, Berlín, 2018
- Vigilance, Struggle, Pride, Umetnostna Galerija Maribor, Slovenia, 2018
- Menstruation Myths, Festival PhotoReporter, Saint Brieuc, France, 2017
- Las17, CaixaForum, Barcelona, Spain, 2017
- Las17, CaixaForum, Madrid, Spain, 2017
- Photobook Phenomenon, CCCB, Barcelona, Spain, 2017
- Situations #45, Fotomuseum Winterthur, Switzerland, 2016
- Thinspiration, Mois de la Photo, Montreal, Canadá, 2015[47]
- When we share more than ever Museum Fur Kunst und Gewerbe , PhotoTriennale, Hamburg, Germany, 2015
- Under 35, IvoryPress, Madrid, Spain, 2015[48]
- Body Conscious, Amelie A. Wallace Gallery, Old Westbury, New York, 2014[49]
- Fotografía 2.0, PHotoEspaña, Madrid, junio de 2014. Comisariado por Joan Fontcuberta. Con Diego Collado, Pablo Chacón, Manuel Fernández, Miguel Ángel García, Alejandro Guijarro, Albert Gusi, Juana Fantasma, Roc Herms, Darius Koehli, Reinaldo Loureiro, Daniel Mayrit, Oscar Monzón, Noelia Pérez, Jordi Pou, Arturo Rodríguez, Txema Salvans, Miguel Ángel Tornero, Jon Uriarte y Fosi Vegue.[50]
- On Identity, Galería Sous Les Etoiles, Nueva York, 10 de septiembre de 2014–25 de octubre de 2014. Con Jen Davis, Olya Ivanova, Lindsay Morris y Chris Rijksen.[51]
- From Here On, Centro d'Arte Santa Mónica, febrero de 2013. Comisariado por Joan Fontcuberta, Erik Kessels, Joachim Schmid y Martin Parr.[52]

## Colecciones públicas
- Centre Pompidou, Paris, Francia.[53]
- Fotomuseum Winterthur, Winterthur, Suiza.[54]
- Musée de l’Elysée, Lausanne, Switzerland
- MNAC, Barcelona, Spain
- Madame Figaro-Arles collection, France
- FRAC, Provence-Alpes-Côte d’Azur, France